# François Sainte de Wollant

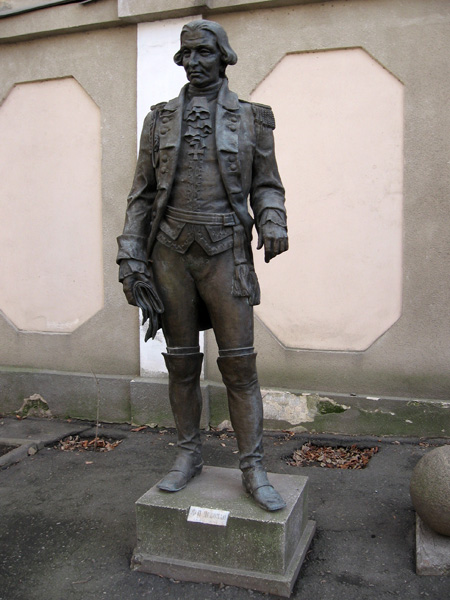
Statue de F. de Wollant (1900), avant d'être replacée sur le monument des fondateurs d'Odessa (sculpteur: Boris Edwards).

François-Paul Sainte de Wollant, (nommé en russe : Франц Павлович де Воллан), né le 20 septembre 1752 à Anvers d'origine brabançonne et mort le 30 novembre 1818 à Saint-Pétersbourg en Russie, est un officier du génie des armées russes du prince Potemkine et du généralissime Souvorov.

## Biographie

### Amérique
Jeune homme, il partit pour l'Amérique du Nord avec des émigrés hollandais et étudia la construction de fortifications pendant la guerre d'indépendance contre les Anglais[Laquelle ?]. Il se rendit en Guyane hollandaise en 1779 où il mit au point des cartes topographiques. Il retourna aux Pays-Bas en 1784, écrivit un atlas de la région sud-ouest qui l'occupa jusqu'en 1786.

### Russie
Il fut alors invité, par l'entremise de l'ambassadeur de Russie à La Haye, Stepan Kolytchev, à se rendre en Russie pour être nommé ingénieur major des armées. L'année suivante, pendant la guerre russo-suédoise, il prit part à la bataille de Hogland avec la flotte de l'amiral Greig. En 1789, il partit avec les armées de Potemkine pour le gouvernement de Tauride.
Dans ces confins méridionaux, de Wollant participa, avec le comité d'urbanisation, à la construction de la ville portuaire de Nikolaïev ordonnée par Potemkine. Il combattit aussi contre les Turcs de l'Empire ottoman à la bataille de Kaouchany (aujourd'hui en Moldavie), ainsi qu'à celles d'Akkerman (aujourd'hui  Bilhorod-Dnistrovskyï), et de Bender. Il prit part aux sièges de Kilia et d'Izmaïl, ainsi qu'à d'autres prises de forteresses turques sur le Danube.
Il fut nommé chevalier de l'Ordre de Saint-Georges en 1791 pour sa bravoure et reçut l'ordre de Saint-Vladimir de 4e classe.
Il est enterré au cimetière luthérien de Saint-Pétersbourg.

## Sources
- Du capitaine hollandais au ministre russe, Frantz Pavlovitch de Wollant, Saint-Pétersbourg, éditions Maison européenne (Evropeïsky dom), 2003 (Ouvrage en russe)